# Itaporã do Tocantins
Itaporã do Tocantins är en kommun i Brasilien.   Den ligger i delstaten Tocantins, i den centrala delen av landet, 800 km norr om huvudstaden Brasília. Antalet invånare är 2 439.
Omgivningarna runt Itaporã do Tocantins är huvudsakligen savann. Runt Itaporã do Tocantins är det mycket glesbefolkat, med 2 invånare per kvadratkilometer.